# 400 mètres haies masculin aux championnats du monde d'athlétisme 2001
Navigation
Séville 1999 Paris 2003
L'épreuve du 400 mètres haies masculin des championnats du monde d'athlétisme 2001 s'est déroulée du 7 au 10 août 2001 au stade du Commonwealth d'Edmonton, au Canada. Elle est remportée par le Dominicain Félix Sánchez.

## Résultats

### Finale
| Rang               | Athlète                 | Pays                   | Temps   | Notes |
| ------------------ | ----------------------- | ---------------------- | ------- | ----- |
| Médaille d'or      | Félix Sánchez           | République dominicaine | 47 s 49 | WL    |
| Médaille d'argent  | Fabrizio Mori           | Italie                 | 47 s 54 | NR    |
| Médaille de bronze | Dai Tamesue             | Japon                  | 47 s 89 | NR    |
| 4                  | Hadi Soua'an al-Somaily | Arabie saoudite        | 47 s 99 | SB    |
| 5                  | Chris Rawlinson         | Royaume-Uni            | 48 s 54 |       |
| 6                  | Paweł Januszewski       | Pologne                | 48 s 57 |       |
| 7                  | Jiří Mužík              | Tchéquie               | 49 s 07 |       |
| —                  | Boris Gorban            | Russie                 | DQ      |       |

## Légende
Records et Performances
- AR : Record continental (area record)
- CR : Record des championnats (championship record)
- MR : Record du meeting (meet record)
- NR : Record national (national record)
- OR : Record olympique (olympic record)
- PR : Record paralympique (paralympic record)
- PB : Record personnel (personal best)
- SB : Meilleure performance personnelle de la saison (season's best)
- WL : Meilleure performance mondiale de l'année (world leader)
- WJR : Record du monde junior (world junior record)
- WR : Record du monde (world record)

Circonstances et Conditions
- DNF : N'a pas terminé (did not finish)
- DNS : N'a pas pris le départ (did not start)
- DQ : Disqualification (disqualification)
- NM : Aucun essai valable enregistré (No Mark)
- Q : Qualifié « directement » au prochain tour (ou à la prochaine compétition), lors d'une compétition majeure, grâce au classement ou à la réalisation des minima (automatic qualifier)
- q : Qualifié au prochain tour (ou à la prochaine compétition), lors d'une compétition majeure, grâce au repêchage ou à la réalisation de l'une des meilleures performances parmi celles des « non qualifiés directement » (grâce au meilleur temps ou à la meilleure distance par exemple) (secondary qualifier)